# Cornelia Poletto

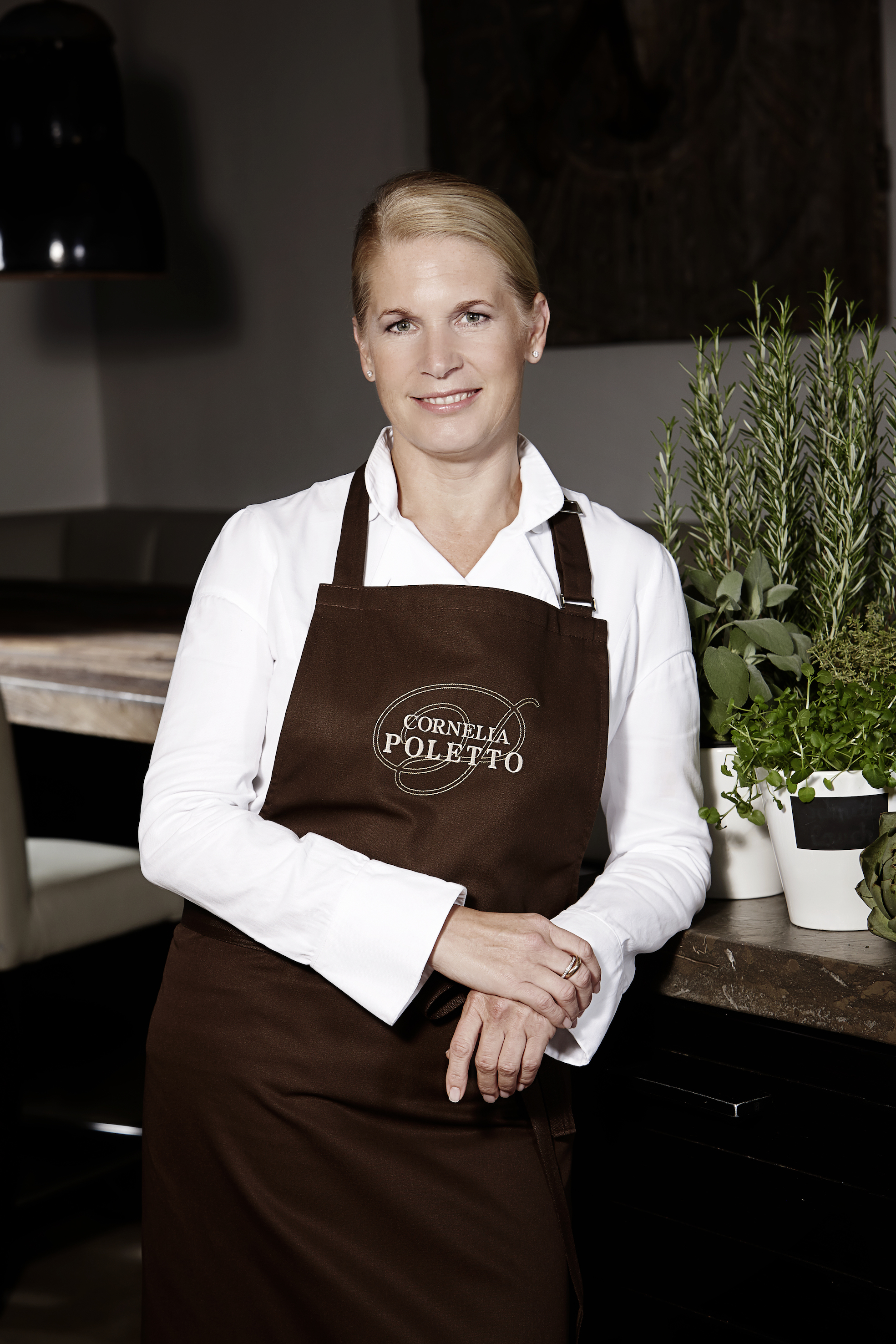
Cornelia Poletto (2014)

Cornelia Poletto (* 9. August 1971 in Hamburg als Cornelia Diedrich) ist eine deutsche Köchin, Unternehmerin, Fernsehmoderatorin und Buchautorin.

## Leben
Als Tochter des Lübecker Medizinprofessors Klaus Diedrich wuchs Cornelia nach der Trennung ihrer Eltern bei der Mutter in Hövelhof auf. Nach ihrem Abitur am Michaels-Gymnasium in Paderborn besuchte sie eine Hotelfachschule in Bayern. Anschließend war Diedrich Kochlehrling bei Heinz Winkler in Aschau im Chiemgau. Nach ihrer Lehre kehrte sie 1995 nach Hamburg zurück und wurde Souschef im inzwischen nicht mehr bestehenden Hamburger Sternerestaurant Anna e Sebastiano unter Anna Sgroi, wo sie auch ihren späteren Ehemann Remigio Poletto kennenlernte.
Ihr erstes Restaurant Poletto betrieb sie von 2000 bis 2010 gemeinsam mit ihrem damaligen Ehemann in Hamburg-Eppendorf. Ende 2010 musste das Poletto wegen des Verkaufs der Immobilie schließen. Am 1. Juni 2011 eröffnete Cornelia Poletto nur wenige Meter vom alten Domizil entfernt einen eigenen Feinkostladen mit angeschlossenem Restaurant, das Cornelia Poletto.
Am 20. März 2013 gründete sie ihre eigene Kochschule Cucina Cornelia Poletto direkt nebenan. Die von Poletto persönlich geführten Kochkurse reichen von Fischküche über italienische Klassiker bis hin zur Zubereitung von Fleisch. Außerdem findet einmal im Monat ein Mottoabend (Chef’s Table) mit einem Vier-Gänge-Menü statt.
Seit Herbst 2014 ist sie Teil der jährlich stattfindenden Dinnershow Cornelia Poletto – Palazzo, ein Zirkus-Programm mit begleitendem Vier-Gänge-Menü, die in der Wintersaison für mehrere Monate in einem Spiegelzelt vor den Hamburger Deichtorhallen gastiert. Veranstalter ist die Palazzo Produktionen Berlin GmbH, welche die Köchin als Gastgeberin präsentiert. Premiere war am 13. November 2014.
Cornelia Poletto ist Mitglied in der Vereinigung Jeunes Restaurateurs d’Europe.
Ende April 2018 wurde in Shanghai das Restaurant „The Twins by Cornelia Poletto“ eröffnet, welches Poletto in Kooperation mit der Solinger Zwilling-Gruppe leitet. Das Restaurant befindet sich im Einkaufszentrum Taikoo Hui Mall und erstreckt sich mit dem dazugehörigen Shop und einer Kochschule über rund 640 m² auf zwei Etagen.
Seit 2021 entwickelt Cornelia Poletto das gastronomische Konzept für den EUREF-Campus in Düsseldorf, dessen gastronomische Leitung sie ab 2024 innehaben wird.
In der Edition Cornelia Poletto bietet Hardys hochwertiges Hundefutter an.

### Fernsehen
Im NDR Fernsehen und im SR Fernsehen hatte Poletto von 2007 bis 2013 eine eigene Kochshow. Die Sendung Polettos Kochschule wurde sonntags 16:30 Uhr im NDR ausgestrahlt, erster Gast der Sendung war Jörg Pilawa. 2008 bis zur Einstellung der Sendung 2012 trat Poletto regelmäßig als Gastköchin in der Kochsendung Lanz kocht auf. In der ZDF-Sendung Die Küchenschlacht ist sie im Wechsel mit anderen Köchen Moderatorin und Jurorin. 2011 verstärkte sie das Kochteam der Sendung ARD Buffet. Darüber hinaus war Poletto von 2014 bis 2015 als Jurorin in der ZDF-Kochshow Topfgeldjäger zu sehen. Von 2015 bis 2018 war sie Coach und Jurymitglied der Kochcastingshow The Taste.

### Ehrenamtliches Engagement
Als Lesebotschafterin engagiert sich Cornelia Poletto für die Stiftung Lesen, Zudem ist sie Schirmherrin des Altonaer Kinderkrankenhauses. Im Zuge dessen setzte sie sich u. a. aktiv für das Projekt „Lufthafen – Die Wohnstation am AKK“ ein. Die Einrichtung betreut Kinder und Jugendliche, die auf eine Langzeitbeatmung angewiesen sind und bietet ihnen sowohl Kurzzeitbetreuungen, als auch Wohnmöglichkeiten.
Seit 2013 ist Poletto Kuratoriumsmitglied der Stiftung UNESCO – Bildung für Kinder in Not.

### Privat
Cornelia Poletto war mit Remigio Poletto verheiratet. Mit ihm hat sie eine gemeinsame Tochter (* 2002). Am 8. August 2015 heiratete sie den damaligen Deutsche-Bahn-Chef Rüdiger Grube.

## Auszeichnungen
- Von 2002 bis 2010 wurde das Restaurant Cornelia Poletto mit einem Michelinstern ausgezeichnet.[18]
- 2006 erhielt Cornelia Poletto den Eckart Witzigmann Preis für Innovation, Nachwuchsgastronomin und Nachwuchsförderung.[19]

## Veröffentlichungen
- Meine Lieblingsrezepte, Zabert Sandmann GmbH 2012, ISBN 978-3-89883-356-1.
- Polettos Kochschule – Meine schnelle Küche für jeden Tag, Zabert Sandmann GmbH 2011, ISBN 978-3-89883-299-1.
- Polettos Kochschule – Mein neuer Grundkurs für Einsteiger, Zabert Sandmann GmbH 2010, ISBN 978-3-89883-278-6.
- Polettos Kochschule – Mein Grundkurs für Einsteiger, Zabert Sandmann GmbH 2009, ISBN 978-3-89883-260-1.
- zus. mit Klaus Diedrich: Die Baby-Formel: Der gesunde Weg für Schwangerschaft und Geburt, Zabert Sandmann GmbH 2009, ISBN 978-3-89883-254-0.
- Polettos Kochschule, Zabert Sandmann GmbH 2008, ISBN 978-3-89883-222-9.
- Alles Poletto!, Gräfe & Unzer 2006, ISBN 3-8338-0445-9.